# FLOW-MATIC
FLOW-MATIC, спочатку відома як B-0 (Ділова мова версія 0), була першою англомовною мовою системи обробки даних. Вона була розроблена для UNIVAC I Remington Rand під керуванням Ґрейс Гоппер  у період з 1955 по 1959 рік. Мова сильно вплинула на розвиток COBOL.

## Розвиток
Гоппер виявила, що клієнтам обробки бізнес-даних було незручно математичне позначення. Наприкінці 1953 р. вона запропонувала, щоб проблеми обробки даних були виражені за допомогою англійських ключових слів, але керівництво Remington Rand вважало цю ідею неможливою. На початку 1955 р. вона і її команда написали специфікацію для такої мови програмування та реалізували прототип.:16 Компонент FLOW-MATIC став відкрито доступним на початку 1958 р. І був практично завершений у 1959 р.:316

## Інновації та вплив
По-перше, FLOW-MATIC була першою мовою програмування, де використовувалася структура мови, подібна до речення англійською мовою.:316
По-друге, FLOW-MATIC була першою системою, яка чітко відокремила опис даних від операцій на них. Мова опису даних, на відміну від її виконуваних тверджень
не була англійською; Швидше за все, структури даних були визначені шляхом заповнення попередньо надрукованих форм.:316
Flow-Matic мав ключовий вплив на дизайн мови COBOL, оскільки у практичному використанні на той час були тільки Flow-Matic і її безпосередній нащадок AIMACO.:204 Кілька елементів Flow-Matic були включені в COBOL:
- Визначення файлів заздалегідь та розділення на INPUT і OUTPUT.
- Кваліфікація імен даних(IN або OF положення).
- IF END OF DATA (AT END) положення про операції з файлами READ.
- Образна константа ZERO (оригінально ZZZ...ZZZ, де кількість Zвказує на точність).
- Розбиття програми на розділи, що розділяють різні частини програми. Flow-Matic мав наступні розділи (у дужках наведені COBOL-еквіваленти): Computer (Environment Division), Directory (Data Division), і Compiler (Procedure Division).

## Приклад програми
Зразок програми FLOW-MATIC::7:323
```
 (0)  INPUT INVENTORY FILE-A PRICE FILE-B ; OUTPUT PRICED-INV FILE-C UNPRICED-INV
     FILE-D ; HSP D .
 (1)  COMPARE PRODUCT-NO (A) WITH PRODUCT-NO (B) ; IF GREATER GO TO OPERATION 10 ;
     IF EQUAL GO TO OPERATION 5 ; OTHERWISE GO TO OPERATION 2 .
 (2)  TRANSFER A TO D .
 (3)  WRITE-ITEM D .
 (4)  JUMP TO OPERATION 8 .
 (5)  TRANSFER A TO C .
 (6)  MOVE UNIT-PRICE (B) TO UNIT-PRICE (C) .
 (7)  WRITE-ITEM C .
 (8)  READ-ITEM A ; IF END OF DATA GO TO OPERATION 14 .
 (9)  JUMP TO OPERATION 1 .
(10)  READ-ITEM B ; IF END OF DATA GO TO OPERATION 12 .
(11)  JUMP TO OPERATION 1 .
(12)  SET OPERATION 9 TO GO TO OPERATION 2 .
(13)  JUMP TO OPERATION 2 .
(14)  TEST PRODUCT-NO (B) AGAINST ; IF EQUAL GO TO OPERATION 16 ;
     OTHERWISE GO TO OPERATION 15 .
(15)  REWIND B .
(16)  CLOSE-OUT FILES C ; D .
(17)  STOP . (END)

```

Зверніть увагу, що цей зразок містить тільки виконувані оператори програми, тобто секцію COMPILER. Поля записів PRODUCT-NO та UNIT-PRICE мають бути визначені у розділі DIRECTORY, який не використовував англійський синтаксис.:18

## Список команд
Список команд які описані в керівництві користувача. :95
- CLOSE-OUT Закриває працю із бобіною.
- COMPARE Порівнює значення полів в двох записах. Після перевірки вимог виконує перехід за вказаними адресами.
- EXECUTE Викликає виконання підпрограми
- INPUT Задає як записи даних співвідносяться із бобіною
- JUMP Безумовний перехід по логічному номеру команди
- MOVE Переносить значення поля одного запису в поле іншого запису.
- READ-ITEM Читає наступний запис із бобіни
- REWIND Перемотує бобіну на початок
- SET Міняє параметри переходу в команді за вказаним логічним адресом
- STOP Зупиняє виконання програми
- TEST Перевіряє значення полів запису із константою. Після перевірки вимог виконує перехід за вказаними адресами.
- TRANSFER Переносить значення запису в інший запис, або його частину.
- WRITE-ITEM Записує дані із поточного буферу запису на вихідний пристрій.